# Carta de amor

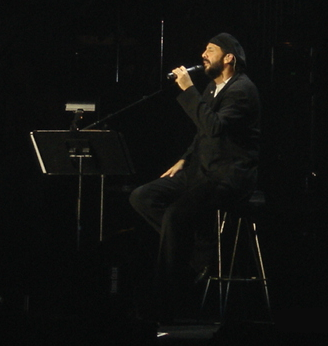
Juan Luis Guerra

Carta de amor (Lettre d'amour) est une chanson du dominicain Juan Luis Guerra qui figure à l'origine sur l'album Bachata Rosa (sorti en 1991, meilleure vente de disques de world music dans le monde cette année-là) puis sur la compilation Grandes Exitos de Juan Luis Guerra Y 440. 

## Description
Ce n'est ni une bachata ni un merengue, rythmes dominicains auquel Juan Luis Guerra est habitué, mais une salsa (un genre adopté par les dominicains, tels le flûtiste Johnny Pacheco (fondateur du légendaire label Fania), José Alberto "El Canario", Cuco Valoy et tant d'autres…).

Razones sur l'album précédent (Ojalá que llueva Café sorti en 1990) était sa première salsa et il en interprètera deux autres ensuite, Quisiera puis Los dinteles.
Parmi les musiciens figurent le pianiste cubain Gonzalo Rubalcaba (déjà présent pour Razones) et les portoricains (ou d'originaires de l'île) Pichi Perez (maracas), Santiago Martinez (timbal), Gadwin Vargas (congas), Alberto Machuca (qui a joué avec Tito Rojas, Tito Gómez, …) (bongos) et Hector Santana (basse).
Les paroles parlent d'un homme qui écrit des lettres d'amour à sa femme qui l'a quitté pour qu'elle revienne, celui-ci, de façon amusante, semble nous dicter ou réciter ses lettres (y compris les signes de ponctuation), la chanson commence ainsi : "Chère femme, deux-points, ne me fais pas souffrir, virgule…"
Dans sa lettre, il lui dit qu'il ne s'intéresse qu'à elle et se désintéresse de la Perestroïka, du basket-ball, de Larry Bird, de savoir si le courant va revenir dans le quartier, si l'inflation va augmenter…
Il lui demande de prendre une police d'assurance au cas où il meurt d'amour et de lui parler au moins par téléphone.
Puis il lui dit qu'elle peut encaisser l'assurance, parce qu'il meurt d'amour.
Il a beau écrire et écrire encore, il ne reçoit toujours rien en retour
et il n'a bientôt plus d'encre dans son stylo mais continue de l'aimer toujours plus.
On note dans les chœurs à la fin de la chanson que Juan Luis Guerra lance un bref appel (presque un message subliminal) : "Libérez Mandela".
La chanson s'achève sur le mot Postdata (Post-scriptum), et il faut donc imaginer ce message complémentaire…